# Therona Riesling
Therona Riesling ist eine Weißweinsorte, die an die Weinbaubedingungen in Südafrika angepasst ist.
Die Neuzüchtung wurde im Jahr 1980 von Christiaan Johannes Orffer vorgestellt und dem früheren Professor der Universität Stellenbosch, C.J. Theron gewidmet. Der erste Wein aus dieser Sorte in Südafrika wurde durch das Weingut Weltevrede Wine im Jahr 1986 hergestellt. Sie ist eine Kreuzung einer noch unbekannten Sorte und dem Cape Riesling, der in Südafrika Rebsorte Crouchen genannt wird. In Südafrika sind ca. 140 Hektar mit dieser Sorte bestockt (Stand 2001).
Die früh reifende Sorte Therona wurde speziell für Klimazonen mit intensiver künstlicher Bewässerung und der damit einhergehenden notwendigen Fäulnis-Resistenz gezüchtet. Diese Bedingungen sind in Südafrika häufig anzutreffen. Die Qualität der Weine gilt als hoch.
Synonyme: Therona, U2
Abstammung:  unbekannte Sorte  x Crouchen